# Pandorea baileyana
Pandorea baileyana là một loài thực vật có hoa trong họ Chùm ớt. Loài này được (Maiden & R.T.Baker) Steenis mô tả khoa học đầu tiên năm 1927.